# Hovea angustissima
Hovea angustissima är en ärtväxtart som beskrevs av I.Thomps. Hovea angustissima ingår i släktet Hovea och familjen ärtväxter. Inga underarter finns listade i Catalogue of Life.